# Шанхайский кинофестиваль 2004
Седьмой Шанхайский международный кинофестиваль прошёл в Шанхае (КНР) с 5 по 13 июня 2004 года.

## Жюри
- Дин Иньнань (КНР)
- Park Chul-soo (Республика Корея)
- Дэвид Кисар (Австралия)
- Кадзуо Куроки (Япония)
- Манфред Вонг (Гонконг, КНР)
- Оливье Ассаяс (Франция)
- Рон Хендерсон (США)

## Победители
| Награда                  | Призёр                                            | Страна           |
| ------------------------ | ------------------------------------------------- | ---------------- |
| Лучший фильм             | Tradition Of Lover Killing, режиссёр Хосро Масуми | Иран             |
| Лучшая режиссура         | Lee Je-yong за фильм Untold Scandal               | Республика Корея |
| Лучшая мужская роль      | Андреас Вилсон за фильм Зло                       | Швеция           |
| Лучшая женская роль      | Гу Мэйхуа за фильм Life Show                      | КНР              |
| Лучшая музыка            | фильм Untold Scandal                              | Республика Корея |
| Лучший сценарий          | фильм Brother                                     | Финляндия        |
| Лучшая кинематография    | фильм Brother                                     | Финляндия        |
| Лучшая кинематография    | фильм Зло                                         | Швеция           |
| Специальная награда жюри | фильм Jasmine Women                               | КНР              |

### Новые таланты Азии
| Награда          | Призёр                                                       | Страна  |
| ---------------- | ------------------------------------------------------------ | ------- |
| Лучший фильм     | Inu to arukeba: Chirori to Tamura, режиссёр Макото Синодзаки | Япония  |
| Лучшая режиссура | фильм Fan chan                                               | Таиланд |
| Лучшая режиссура | фильм Yun de nan fang                                        | КНР     |

### Приз от прессы
| Награда            | Призёр         | Страна           |
| ------------------ | -------------- | ---------------- |
| Лучшие спецэффекты | Untold Scandal | Республика Корея |